# Пол Маккой
Пол Маккой (англ. Paul McCoy; нар. 7 вересня 1981, Флоренс, Міссісіпі, США) — американський вокаліст і музикант. Учасник гурту «12 Stones».

## Біографія
Пол народився у Флоренсі, Міссісіпі, а в грудні 1981 його сім'я переїхала до Сліделла, Луїзіана. Коли Пол вчився в 5 класі, вони переїхали до Мендевілля, Луїзіана. В 12 років, на Різдво, тато подарував Полу першу електричну гітару. З Wind-Up Records хлопець підписав контракт через 15 місяців після закінчення «Fontainebleau High School».
В 2003 Пол, в дуеті з солісткою рок-гурту «Evanescence» Емі Лі, виконав пісню «Bring Me to Life», яка увійшла до альбому «Fallen» та отримала премію Греммі за найкраще виконання в жанрі хард-рок у 2004 році.

## Особисте життя
Пол одружений. Зараз він живе в Оклахомі, США, зі своєю дружиною Рене і дочкою Райлі, народженою 20 квітня 2005 року.